# Lee Jae-myung (cầu thủ bóng đá)
Đây là một tên người Triều Tiên, họ là Lee.
Lee Jae-Myung (sinh ngày 25 tháng 7 năm 1991) là một cầu thủ bóng đá Hàn Quốc thi đấu cho Gyeongnam FC.